# Валя-Брадулуй (Арджеш)
Валя-Брадулуй (рум. Valea Bradului) — село у повіті Арджеш в Румунії. Входить до складу комуни Міхеєшть.
Село розташоване на відстані 113 км на північний захід від Бухареста, 28 км на північ від Пітешть, 127 км на північний схід від Крайови, 78 км на південний захід від Брашова.

## Населення
За даними перепису населення 2002 року у селі проживали 273 особи.
Національний склад населення села:
| Національність | Кількість осіб | Відсоток |
| -------------- | -------------- | -------- |
| румуни         | 229            | 83,9%    |
| цигани         | 44             | 16,1%    |

Рідною мовою назвали:
| Мова      | Кількість осіб | Відсоток |
| --------- | -------------- | -------- |
| румунська | 235            | 86,1%    |
| циганська | 38             | 13,9%    |